# タグラグビー

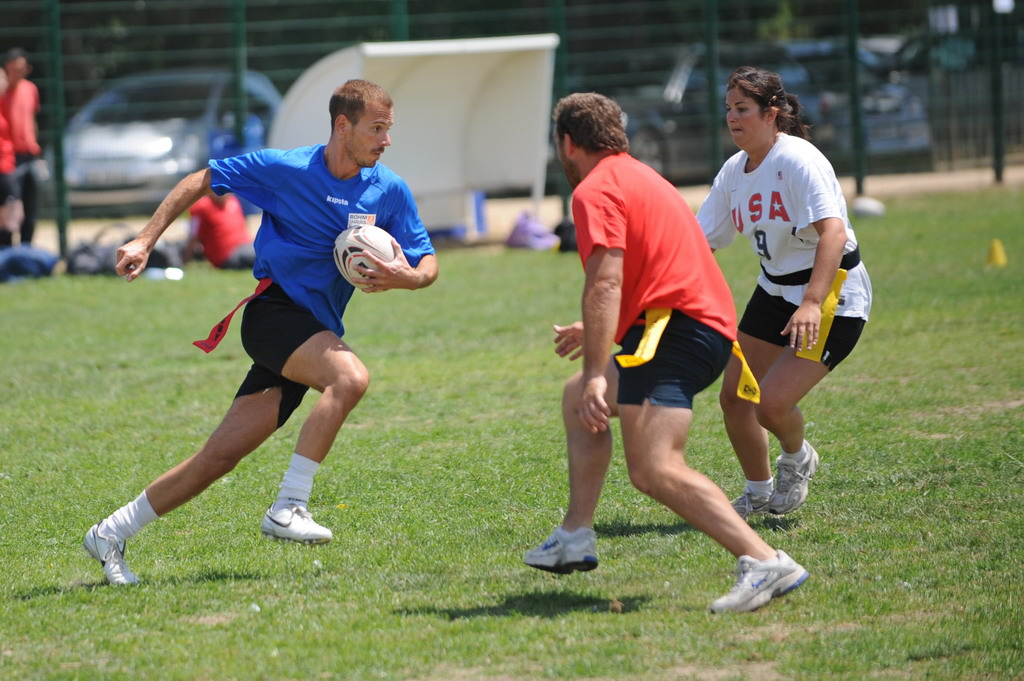
タグラグビー

タグラグビー (Tag rugby) は、ラグビーリーグを基にした、主に年少者/初心者向けの球技の一つ。イギリスで、アメリカンフットボールを基にしたフラッグフットボールをヒントに考案されたとされる。
危険度の高いタックルを、『タグ（後述）』に置き換え、ルールを単純化した内容で、年齢や性別、経験に関わらずプレイ出来る（このタックルの危険性を避けることなどで間口を広げるという点で「タッチラグビー」と共通している)。
タグラグビーは攻撃権の概念に見られるようにラグビーリーグのルールを基にしており、ラグビーリーグコミュニティーによってトレーニングに用いられているが、ラグビーユニオンコミュニティーにおいてもトレーニングなどに採用されている。

## ゲームの特徴

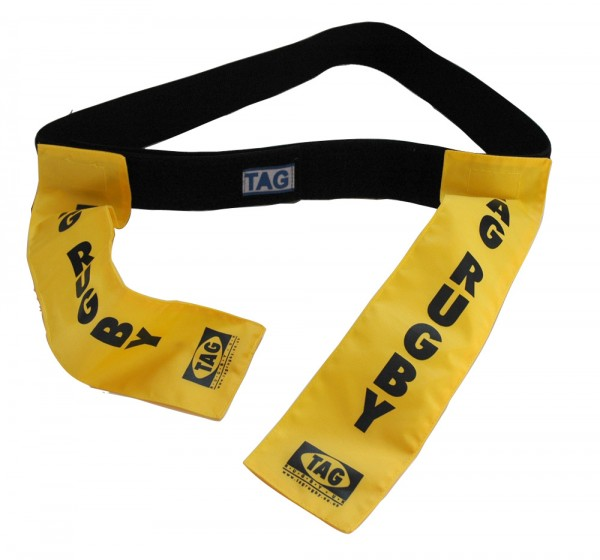
タグベルト

『タグ』とは、飾りヒモのことで、プレイヤーの腰に「タグベルト」を巻き、そこに左右2本のタグが面ファスナーで付けられている。このタグを相手プレイヤーが取る事で、タックルの代わりとなる。このタグが4回取られた場合、そのチームから攻撃権が相手チームに移動する。但し、防御側が取ったタグは捨てたりせず、相手に返さなくてはならない。丁寧に返さず投げ捨てた場合は反則となる。
1チーム 5人のプレイヤーで試合を行う。日本ラグビーフットボール協会 (JRFU)の「タグラグビー競技規則」によると、日本国内ではフィールドは長辺24 m (うち双方のゴールライン各2 m), 短辺12 mとして行われる。一方、英国ロンドンのTry Tag Rugby (TTR)では、オフィシャルルールブックの"SECTION 12"において、長辺70 m, 短辺50 mとして、ゴールライン内中央に、W: 5 m * D: 3 mの "OPTIONAL BONUS BOX"が規定されている (このエリアでトライすれば1点のボーナスポイントが入る)ほか、ハーフラインの±10 mの位置に本格的なラグビーと同様、"TEN METRE LINE"の線も引かれる。
試合開始/再開は『フリーパス』によって行われる。プレイヤーはボールを両手で持ち、レフェリーの「プレイ」の合図でボールをチームメイトにパスする。試合開始はハーフウェイラインの中央から、反則等からの再開時は、それが起こった地点から行われる。ボールを持たない側は5 m下がる。
得点は「トライ（= 1点）」のみである。相手ゴールラインにボール保持者がボールを持ち込み、下方向に圧力をかけてグラウンドに付ける事で成立する。得点後は、得点された側のフリーパス（ハーフウェイライン中央から）で試合を再開する。
JRFUのルールでは、ボールをキックすることが認められない。キックをし、前に転がった場合はノックオンという反則となる。

## 主な反則行為
- ボールを前に投げる（スローフォワード）。
- ボールを前に落とす（ノックオン）。
- 体への接触（コンタクト）行為。ボール保持者へのタックルやホールド等。（チャージング）。
- ルーズボール（フィールドに転がるボール）へのダイビング。
- ボールを蹴る。
- ハンドオフ（タグを手で払う事）。
- ディフェンダーへの故意のチャージング（わざとぶつかる）。
- コートから出る事（タッチ）。
- スパイクシューズの着用。
- 選手、コーチ等の試合運営妨害行為（暴言、品のない言動等も含まれる）。悪質な者はレフリーにより退場を申し渡されるときがある。

以上に挙げたルールは初心者でもプレイ出来る一般的なもので、上達の度合いによって本格的ラグビーのルールに近付けていく事が出来る（キックやモールの導入など）。
また、最近オーストラリアでは、このゲームからよりラグビーに近いオージータグフットボールが派生した。

## 外部サイト
- タグラグビーオフィシャルウェブサイト - 日本ラグビーフットボール協会
- タグラグビークラブ　七国スピリッツ